# Коровайна
Коровайна (укр. Коровайна) — село на Украине, находится в Немировском районе Винницкой области.
Код КОАТУУ — 0523083802. Население по переписи 2001 года составляет 123 человека. Почтовый индекс — 22833. Телефонный код — 4331.
Занимает площадь 0,64 км².

## Адрес местного совета
22833, Винницкая область, Немировский р-н, с. Кирово